# Ширіняса (комуна)
Ширіняса (рум. Șirineasa) — комуна у повіті Вилча в Румунії. До складу комуни входять такі села (дані про населення за 2002 рік):
- Арічоая (51 особа)
- Валя-Алунішулуй (32 особи)
- Слевітешть (295 осіб)
- Чорешть (669 осіб)
- Ширіняса (1565 осіб)

Комуна розташована на відстані 161 км на захід від Бухареста, 23 км на південний захід від Римніку-Вилчі, 74 км на північний схід від Крайови, 137 км на південний захід від Брашова.

## Населення
За даними перепису населення 2002 року у комуні проживали 2612 осіб, усі — румуни. Усі жителі комуни рідною мовою назвали румунську.
Склад населення комуни за віросповіданням:
| Релігія       | Кількість осіб | Відсоток |
| ------------- | -------------- | -------- |
| православні   | 2608           | 99,8%    |
| римо-католики | 1              | < 0,1%   |
| лютерани      | 1              | < 0,1%   |